# Isolina Barraza
Isolina Barraza Urbina (Condoriaco, La Serena, 3 de mayo de 1903-Vicuña, 25 de febrero de 2008) fue una química farmacéutica y escritora chilena. Fue conocida por su íntima amistad con la poetisa y premio Nobel chilena Gabriela Mistral, sobre quien escribió varios libros.

## Biografía
Nació en el poblado de Condoriaco, región de Coquimbo, en 1903, sin embargo fue inscrita dos años más tarde.
Realizó su educación básica en la localidad de Varillar, en el Colegio Sagrados Corazones y en el Liceo de Niñas de La Serena. Posteriormente ingresó a la Universidad de Chile en Santiago, a estudiar química farmacéutica, desde donde se tituló en 1927, y trabajó en el Hospital de Vicuña y en la Farmacia Rivera de dicha ciudad.
Se casó con Raúl Estay Briones y tuvo dos hijos, Maria Sonia y Raúl.
Falleció en Vicuña a los 104 años.

## Amiga y difusora de la obra de Mistral

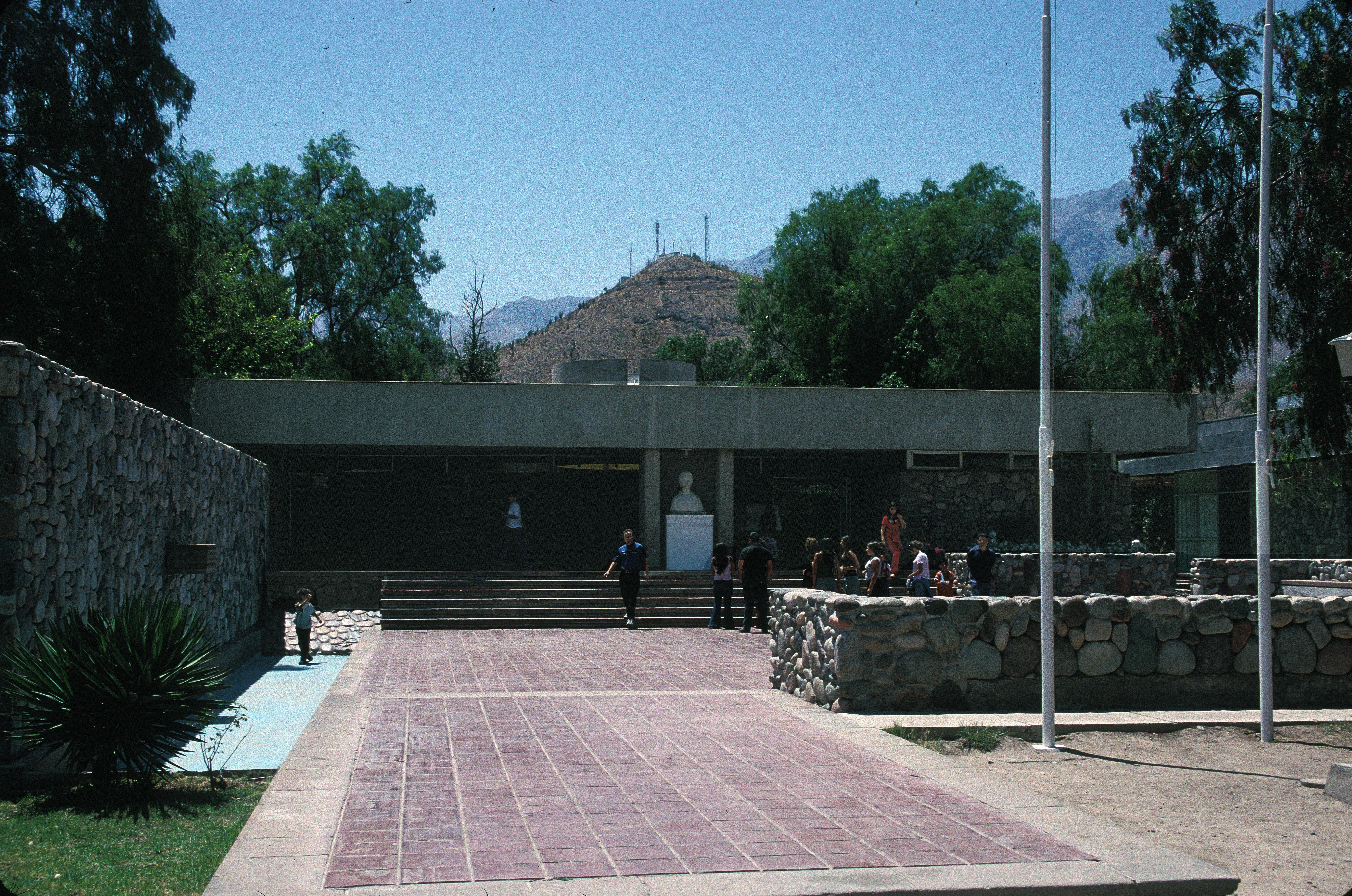
Museo Gabriela Mistral en Vicuña, del cual Barraza fue su promotora.

En 1925, mientras era estudiante universitaria, conoció a la poetisa Lucila Godoy Alcayaga, conocida por su seudónimo Gabriela Mistral, con quien inició una duradera amistad. Isolina era pariente de Emelina Molina Alcayaga, hermanastra de Mistral.
Ambas mantuvieron una continua comunicación epistolar, dados los constantes viajes de Mistral en el extranjero, parte de la cual fue publicada por Barraza en el libro Epistolario de Gabriela Mistral e Isolina Barraza (1995). Barraza también acompañó a Mistral en sus visitas al valle de Elqui, del cual ambas eran originarias, en 1938 y 1954. Incluso Mistral dedicó uno de sus poemas, «Arrorró elquino», a su amiga Isolina.
Tras la muerte de Mistral, en 1957, Barraza se dedicó a perpetuar el legado de la poetisa en la ciudad de Vicuña. Ese mismo año inauguró el Museo del Centro Cultural y Biblioteca Gabriela Mistral, hoy Museo Gabriela Mistral, del cual fue su primera directora. Además del Epistolario, escribió otros dos libros sobre Mistral, Gabriela Mistral y su sobrino (1978) y Vicuña sesquicentenaria (1987).

## Obras
- Gabriela Mistral y su sobrino (1978)
- Vicuña sesquicentenaria (1987)
- Epistolario de Gabriela Mistral e Isolina Barraza (1995)

## Reconocimientos
Recibió los siguientes reconocimientos:
- Presidenta Honoraria del Instituto Rubén Darío (1992)
- "Premio Gabriela Mistral" del Liceo de Niñas Gabriela Mistral de La Serena (1992)
- Hija Ilustre de Vicuña (1993)
- Orden al Mérito Docente y Cultural Gabriela Mistral en grado de Lazo de dama (2003)[6]